# GUNDAM大戰
GUNDAM WAR（ガンダムウォー，台灣尖端出版譯為「鋼彈大戰」，一般口語簡稱為「GW」），是一款由萬代於1999年開始發行的集換式卡牌遊戲，而《GUNDAM大戰》是萬代旗下集換式卡牌及其自動販賣機Carddas的商品之一。
以其廣泛收錄歷代《機動戰士鋼彈》系列作品中的機體、人物和事件而聞名，甚至能超越作品的限制地依個人的喜好來組成牌組。
2011年5月中旬，《GUNDAM大戰》推出最後一個補充包——第28彈「絶対戦力」。
2011年秋季，《GUNDAM大戰》全面改版，更名為《GUNDAM大戰NEX-A》，並停售舊版的《GUNDAM大戰》。因此舊版《GUNDAM大戰》卡牌的使用受到了嚴格限制，所有在新規則下擁有強大效果的卡牌都被指定為禁卡。在新的NEX-A規則下，使用舊卡牌進行遊戲變得非常困難，NEX-A之前的《GUNDAM大戰》卡牌實際上已經無法在比賽中使用了。
作為鋼彈系列歷史上最具代表性的卡牌遊戲之一，它在全球擁有大量忠實玩家，並發行了眾多擴充包和相關產品。然而隨著2016年2月26日《GUNDAM大戰NEX-A》推出最後一個補充包——第12彈的「LEGEND OF 『G』」之後，正式停止發行新卡包與相關產品。
2017年，官方停止舉辦的實體卡牌賽事持續營運至1月31日，結束《GUNDAM大戰NEX-A》五年的發售和營運。
2018年，官方網站和相關服務正式關閉，整個《GUNDAM大戰》系列正式宣告結束，結束了其長達19年的營運歷史。

## 概要
《GUNDAM大戰》的遊戲目標是透過打出卡牌，部署機體，並運用各種策略來擊敗對手。遊戲的核心資源是「資源卡」，玩家需要消耗資源來打出單位卡（如機體、角色）和指令卡（如事件、戰術）。每張卡牌都包含詳細的插畫、機體編號、能力值和特殊效果，完美重現了鋼彈世界的精髓。

### 遊戲機制與特色
- 多樣化的陣營與系列：遊戲涵蓋了幾乎所有主流的鋼彈系列作品，從宇宙世紀（Universal Century）的初代鋼彈、Z鋼彈、ZZ鋼彈、逆襲的夏亞，到未來世紀（Future Century）的G鋼彈、新世紀（After Colony）的W鋼彈、宇宙紀元（Cosmic Era）的SEED鋼彈，甚至是較新的00鋼彈等，每個系列都有其獨特的卡牌和戰略風格。
- 資源管理：玩家需巧妙地管理資源卡，以確保能按時打出關鍵卡牌。
- 單位與指令卡：遊戲中的卡牌主要分為「單位卡」（包括機體和角色）以及「指令卡」（包括事件、戰術等）。機體卡是主要的攻擊和防禦單位，角色卡則能增強機體能力或提供特殊效果，指令卡則能瞬間改變戰局。
- 戰鬥系統：戰鬥是透過比較機體的「攻擊力」和「防禦力」來進行，並透過骰子決定勝負，增加了遊戲的隨機性和趣味性。
- 特殊能力與關鍵字：眾多卡牌都帶有獨特的特殊能力和關鍵字，如「格鬥」、「射擊」、「防禦」、「快速」等，這些能力共同構成了豐富的戰術組合。

### 系列發展與影響
《GUNDAM大戰》在營運期間推出了數十個擴充包和補充包，不斷引入新的卡牌、遊戲機制和平衡調整，保持了遊戲的新鮮感和競爭力。它不僅是一款卡牌遊戲，更是一個讓鋼彈迷能以全新的方式體驗和重溫鋼彈宇宙的平台。
該遊戲的成功也影響了萬代後續的卡牌遊戲開發，例如於2015年10月推出的後繼者《GUNDAM交錯戰爭》（Gundam Cross War）。儘管《GUNDAM大戰》已停產，但其卡牌在收藏市場上仍具有一定的價值，許多老玩家也仍然會進行非官方的對戰活動，證明了這款遊戲在玩家心中的重要地位。

### 停產原因
《GUNDAM大戰》的停產原因有多方面，其中可能包括：
- 市場變化：隨著卡牌遊戲市場的競爭加劇和玩家喜好的轉變，傳統TCG面臨的挑戰增加。
- 產品迭代：萬代公司可能考量到需要推出新的遊戲系統來吸引新玩家，於是將重心轉移到《GUNDAM交錯戰爭》等新作品。
- 複雜性與入門門檻：經過多年的發展，《GUNDAM大戰》的卡牌數量龐大，規則也相對複雜，可能對新玩家造成較高的入門門檻。

## 卡片的種類
- UNIT
  - 包含機體、戰艦
- ACE
  - 機體加上角色 並擁有多重效果
- CHARACTER（UNIT）
  - 角色
- COMMAND
  - 可發動不同的效果
- OPERATION
  - 可發動不同的效果
- GENERATION
  - 國力

## 卡片的顏色
目前，GUNDAM WAR已有七種不同顏色的卡片，而每種不同顏色的卡片也代表了不同的勢力。
- 藍
  - 地球連邦
  - A.E.U.G.
  - 武者GUNDAM系列
- 綠
  - 吉翁公國
  - AEU、ユニオン、人革連、アロウズ
- 黑
  - 迪坦斯
  - ニューディサイズ
  - ザンスカール帝国
  - 機動戰士GUNDAM00P系列
- 紅
  - ネオ・ジオン
  - クロスボーン・バンガード
  - 機動戰士海盜GUNDAM系列
- 茶
  - ∀GUNDAM系列中所有勢力
  - 機動新世紀GUNDAM X系列中所有勢力
  - 機動武鬥傳G GUNDAM系列中所有勢力
- 白
  - 新機動戰記GUNDAM W系列中所有勢力
  - 機動戰士GUNDAM SEED系列中所有勢力
- 紫
  - 機動戰士GUNDAM00系列

另外自17彈開始還出現混色卡片，混色卡片有兩種顏色，玩者需要付合兩種顏色的國力才可運用。